# Ruta Provincial 78 (Buenos Aires)
La Ruta Provincial 78 es una carretera pavimentada de 25 km de extensión ubicada en el sur de la provincia de Buenos Aires, Argentina.
La ruta es el principal acceso a la ciudad turística de Monte Hermoso desde la Ruta Nacional 3.

## Localidades
- Partido de Coronel Dorrego: Sin localidades.
- Partido de Monte Hermoso: Monte Hermoso.